# Nanorrhinum asparagoides
Nanorrhinum asparagoides är en grobladsväxtart som först beskrevs av Georg August Schweinfurth, och fick sitt nu gällande namn av Ghebr.. Nanorrhinum asparagoides ingår i släktet Nanorrhinum och familjen grobladsväxter. Inga underarter finns listade i Catalogue of Life.